# Tamalia keltoni
Tamalia keltoni är en insektsart som beskrevs av Richards 1967. Tamalia keltoni ingår i släktet Tamalia och familjen långrörsbladlöss. Inga underarter finns listade i Catalogue of Life.